# Société française de philosophie
Pour les articles homonymes, voir SFP.
La Société française de philosophie est une société savante fondée en 1901 par Xavier Léon et André Lalande. Elle a accueilli au cours du XXe siècle les plus grands représentants de la science et de la philosophie française ou étrangère et se veut au service de la pensée universelle. 

## Description
La Société se présente comme ayant pour objet "de réunir les travaux philosophiques en créant un centre de communication et d'information, de travailler au rapprochement des savants et des philosophes, d'instituer des discussions pour préciser le sens et la position des différents problèmes, de critiquer et de déterminer le langage philosophique, de s'occuper des questions relatives à l'enseignement, de préparer l'organisation de congrès."
Elle organise des congrès internationaux, des colloques et des conférences, publie un Bulletin et elle est propriétaire de la Revue de métaphysique et de morale. Elle compte environ 350 membres.
Elle a travaillé au Vocabulaire technique et critique de la philosophie dirigé par André Lalande.

## Historique
Bernard Bourgeois voit dans la fondation de la Société française de philosophie l'aboutissement d'un mouvement "d'institution sociale de la philosophie" au cours du XIXe siècle faisant suite à une "institution philosophique de la société" avec la Révolution française de 1789. La Société participe donc d'une institution philosophique qui se constitue à la suite des mouvements des Lumières puis de l'Idéologie qui ont commencé de réunir en France les différents philosophes. Le milieu de la pensée philosophique est amené à se regrouper en une seule communauté, un "foyer spirituel pour tous ceux qui se réclament de la raison" (Xavier Léon). 
La société opère effectivement une réconciliation entre deux tendances opposées de la philosophie : le spiritualisme de la raison cousinienne et le positivisme de la raison comtienne. Elle œuvre d'une façon générale à un rapprochement entre les savants et les philosophes. Elle doit fournir un lien pour les différents représentants de la philosophie contemporaine quelle que soit la diversité de leurs opinions. On peut néanmoins considérer que, dans les faits, la synthèse a été limitée dans la mesure où elle a exclu, par exemple, jusqu'en 1939, le matérialisme et la pensée dialectique. 
Le Dictionnaire a pour fonction l'universalisation du langage philosophique: il doit être un travail commun, mais des objections de certains membres comme Bergson ou Brunschvicg sur la fixation des concepts en philosophie conduisent André Lalande à diriger seul cette activité. Celui-ci rédige le Dictionnaire entre 1902 et 1922, en faisant appel occasionnellement à des membres étrangers comme Bertrand Russell ou Edmund Husserl. 
L'activité principale de la Société consiste de ce fait dans des conférences suivies de débats, où il s'agit moins de présenter des thèses que de les discuter avec les autres membres. "Nous sommes ici, dit Darlu, pour marquer nos dissentiments". Les membres appartiennent à une société fermée de savants. Leur nombre n'excède d'abord pas soixante. Ils sont principalement membres de l'Institut de France, du Collège de France ou professeurs des universités. Le fonctionnement "aristocratique" prime en ce sens sur le fonctionnement "démocratique". 
Le règlement de la Société interdisait les discussions religieuses, mais des débats assez vifs ont eu lieu néanmoins entre les intervenants sur des questions connexes comme la "querelle de l'athéisme" qui a opposé Gabriel Marcel et Léon Brunschvicg en 1928. Xavier Léon a rappelé à cette occasion que la Société a pour principe de laisser s'exprimer les croyances "en toute liberté" et sans crainte de heurter les autres membres, mais dans un esprit "d'entière et mutuelle tolérance". 
Après la Guerre de 1914-1918, la Société s'est déclarée en faveur de "la grande œuvre de la Société des Nations". Elle a invité des penseurs venus d'Amérique comme Albert Einstein et John Dewey. La pensée allemande entre les deux guerres a été représentée par Edmund Husserl et Ernst Cassirer. En 1936, Brunschvicg a parlé des dangers que font courir à la paix et à la liberté le communisme, le fascisme et le nazisme. Le 17 juin 1939, Raymond Aron a prononcé une conférence sur "États démocratiques et États totalitaires". 

## Conférenciers
Parmi les conférenciers invités figurent les noms de Henri Bergson, Edmund Husserl, Albert Einstein, Henri Poincaré, Gustave Belot, Paul Langevin, Jean Perrin, Bertrand Russell, Louis de Broglie, Georg Lukács, Jean-Paul Sartre, Georges Sorel, Raymond Aron, Claude Lévi-Strauss, Michel Foucault, Jacques Lacan, Jacques Derrida.

## Présidents
- 1901-1935 : Xavier Léon
- 1936-? : Léon Brunschvicg
- 1946 : Gaston Berger[5]
- 1946-1974 : Jean Wahl

[…]
- 1981-1991 : Jacques D'Hondt
- 1991-2010 : Bernard Bourgeois
- 2010-2019 : Didier Deleule
- depuis 2019 : Denis Kambouchner. Vice-président : Laurent Jaffro